# YMOのカバ
『YMOのカバ』（ワイエムオーのカバ）は、桑原茂一を中心したカバの会によるYMOのカバー・アルバム。

## 解説
各曲の後ろに表記されたサブタイトルはカバの会の選曲家たちによるカバーコンセプトを表している。
日本音楽選曲家協会・認定とCD帯表部分に記述されている。
本作は1993年に行われた期間限定でのYMO再始動時期にリリースされたため、同じくCD帯表部分には「YMOの未発表テイクおよび新作ではありません」とも記されている。
本作の続編『続YMOのカバ』が10月21日にリリースされた。

## カバの会メンバー
桑原茂一
アキノブ・コガ
ケンスケ・シイナ
ケンイチ・ヤエガシ
ケイスケ・サクライ
マサユキ・クドウ
ジュン・ササキ
マサヒロ・ハットリ
ヨシヒロ・タマムシ
タカシ・チバ
テツシ・フジタ

## 収録曲
1. TONG POO　（YMOのカバ）
2. FIRECRACKER　（THE ADVENTURE OF GARUDA）
3. INSOMNIA  （TAKBISA TIDUR）
4. MASS　（大地）
5. MASS　（荒野）
6. TONG POO　（同胞）
7. RYDEEN　（平和）
8. MASS　（希望）
9. INSOMNIA　（SOMNOLENT）
10. SHADOWS ON THE GROUND　（WATER BED）
11. INSOMNIA 　（A NIGHT OF DAKUN）
12. KIMI NI, MUNE KYUN　（MESSAGE）
13. （BONUS TRACK）　BEHIND THE MASK,SIMOON,COMPUTER GAME,TIGHTEN UP,FIRECRACKER,TONG POO（国宝MIX）
14. TONG POO　（日本のカバ）